# Juan Tejera
Juan Ramón Tejera Pérez (ur. 23 lutego 1956 w Montevideo) – urugwajski piłkarz występujący na pozycji środkowego pomocnika, trener piłkarski.

## Kariera klubowa
Tejera pochodzi z dzielnicy Unión stołecznego miasta Montevideo. Posiada czwórkę rodzeństwa (dwóch braci i dwie siostry), jego ojciec prowadził sklep mięsny. Jako dziecko występował w osiedlowych drużynach Blue Star i Leo FC. Profesjonalną karierę rozpoczynał w klubie Danubio FC. W sezonie 1977 był członkiem drużyny, która zajęła czwarte miejsce w lidze i po raz pierwszy w historii Danubio zakwalifikowała się do rozgrywek Copa Libertadores. Profesjonalnym piłkarzem był przez kilkanaście lat – zakończył karierę na początku lat 90. Występował na pozycji środkowego pomocnika.

## Kariera trenerska
W lutym 1990 Tejera ukończył kurs trenerski. W latach 1994–1996 był zatrudniony w klubie Defensor Sporting jako szkoleniowiec drużyny rezerw, równocześnie pełniąc rolę asystenta trenera pierwszego zespołu Juana Ahuntchaína. Na przełomie listopada i grudnia 1996 poprowadził pierwszą drużynę Defensora w krajowych rozgrywkach kwalifikacyjnych Liguilla Pre-Libertadores. Następnie został trenerem ligowego średniaka – stołecznego Liverpool FC, z którym zanotował udany sezon, zajmując piąte miejsce w lidze urugwajskiej. W 1999 roku po raz kolejny objął Liverpool, zastępując na tym stanowisku Miguela Ángela Puppo. Zdołał wyciągnąć walczącą o utrzymanie drużynę z poważnego kryzysu i zajął z nią szóstą lokatę w rozgrywkach, lecz został zwolniony ze stanowiska w styczniu 2000. 
W latach 2002–2003 Tejera ponownie pracował w akademii juniorskiej Defensora Sporting, po czym powierzono mu stery pierwszego zespołu. Dysponując bardzo młodą, utalentowaną grupą zawodników, niespodziewanie jego Defensor w sezonie 2004 do samego końca rozgrywek walczył o tytuł mistrzowski. Ostatecznie jego podopieczni zarówno w wiosennej fazie Apertura, jak i jesiennej Clausura zajęli drugie miejsce w tabeli (nierównoznaczne z wicemistrzostwem) oraz dzięki dotarciu do finału Liguilla Pre-Libertadores zakwalifikowali się do rozgrywek Copa Sudamericana, co oznaczało powrót Defensora na arenę międzynarodową po czterech latach przerwy. W krótkim, półrocznym sezonie 2005 w kontrowersyjnych okolicznościach zdobył natomiast z Defensorem tytuł wicemistrza Urugwaju (jego klub w lipcu odmówił rozegrania barażów o mistrzostwo kraju z Nacionalem ze względu na rzekome faworyzowanie przyszłych rywali przez sędziów). Podczas pobytu w Defensorze dał się poznać jako szkoleniowiec świetnie pracujący z młodymi graczami – pod jego okiem rozwinęły się talenty piłkarzy takich jak Maxi Pereira czy Álvaro González. Ze stanowiska zrezygnował w październiku 2005 po słabym początku sezonu (dwa zwycięstwa w trzynastu meczach).
Po odejściu z Defensora, Tejera znów został zatrudniony w Liverpool FC, gdzie zanotował przeciętny, roczny pobyt – plasował się wyłącznie w środku tabeli i zarząd zdecydował się nie przedłużać z nim kontraktu. Następnie bez większych osiągnięć przez pięć miesięcy był trenerem drugoligowego, zmagającego się z problemami finansowymi CA Rentistas. Po odejściu z tego zespołu zdecydował się chwilowo wycofać ze środowiska piłkarskiego i przez pięć lat pracował jako urzędnik w organizacji Administración Nacional de Puertos, zajmującej się zarządem krajowymi portami morskimi. W styczniu 2013 powrócił do futbolu, zostając szkoleniowcem walczącego o uniknięcie relegacji Racing Club de Montevideo. Prowadził go ze świetnymi wynikami przez pół roku (tylko trzy porażki w piętnastu meczach) i utrzymał drużynę w najwyższej klasie rozgrywkowej, lecz bezpośrednio po tym odszedł z klubu wskutek braku porozumienia z zarządem w kwestii nowej umowy.
W październiku 2013 Tejera zastąpił Lorenzo Carrabsa na stanowisku trenera przeciętnego zespołu CA Fénix. Szybko poprawił wyniki ekipy i w wiosennej fazie Clausura jego podopieczni zostali rewelacją ligi – przez większą część rozgrywek liderowali w tabeli, lecz ostatecznie zakończyli fazę na szóstym miejscu. Zaraz po tym sukcesie Tejera odszedł jednak z Fénixa, wobec niepowodzenia negocjacji z kierownictwem klubu odnośnie do nowego kontraktu. We wrześniu 2014 objął drużynę CA Cerro, którą prowadził ze średnim skutkiem przez kolejne dwa miesiące, po czym złożył rezygnację. W czerwcu 2015 powrócił do klubu, z którym osiągał największe sukcesy trenerskie – Defensora Sporting. Tym razem jego pobyt w Defensorze okazał się jednak mało owocny – jego ekipa uplasowała się na rozczarowującym ósmym miejscu w lidze, lepiej spisała się natomiast w kontynentalnych rozgrywkach Copa Sudamericana 2015 (ćwierćfinał). Ze stanowiska zrezygnował w lutym 2016, jako przyczyny podając kiepskie wyniki (rozpoczęcie fazy Clausura od dwóch porażek), brak poparcia ze strony zarządu klubu i presję.
W sierpniu 2018 Tejera po raz drugi został trenerem Racing Club de Montevideo. Szybko poprawił wyniki drużyny, która zakończyła sezon na wysokim, czwartym miejscu w tabeli. W następnych rozgrywkach Racing spisał się jednak przeciętnie i uplasował się na dwunastej pozycji, a bezpośrednio po tym Tejera zrezygnował z posady.